# Tour de Berlín femení
El Tour de Berlín femení és una cursa femenina de ciclisme d'un dia que es celebra a Alemanya des de l'any 2023. Està integrada dins el calendari femení de l'UCI com a cursa de categoria 1.1. des de 2023. L'any 2024 havia de passar a tenir tres etapes i ser de categoria 2.1., però es va anul·lar per problemes econòmics. Es disputa anualment a Berlín. La primera vencedora fou la suïssa Elena Hartmann.

## Palmarès
| Any  | Vencedora      | Segona         | Tercera        |         |
| ---- | -------------- | -------------- | -------------- | ------- |
| 2023 | Elena Hartmann | Marith Vanhove | Martina Alzini |         |
| 2024 | suspesa        | suspesa        | suspesa        | suspesa |